# 凱西里山
18°3′20″S 68°23′3″W / 18.05556°S 68.38417°W
凱西里山（Q'aysiri），是玻利維亞的山峰，位於該國奧魯羅省的薩亞馬省，處於奇利卡塔山東北面，屬於安第斯山脈的一部分，海拔高度4,700米。